# Dekorative Beleuchtung
Mit dekorativer Beleuchtung werden in Deutschland solche Beleuchtungssysteme beschrieben, mit denen zusätzlich zu den Beleuchtungssystemen, die ausschließlich zur Beleuchtung der Bereiche der Sehaufgaben von Arbeitsplätzen gemäß der Gütekriterien der DIN EN 12464-1 (Beleuchtung von Arbeitsstätten in Innenräumen) oder der DIN EN 12464-2 (Beleuchtung von Arbeitsstätten im Freien) notwendig sind, eine Steigerung der Beleuchtungsqualität erreicht wird. 

## Grundlagen
Bei der dekorativen Beleuchtung in der Innenbeleuchtung kann es sich zum Beispiel um Akzentbeleuchtung handeln, die der Betonung von Raumbereichen oder einzelner Objekte dient. Im Freien handelt es sich zumeist um Anstrahlungen oder um eigenständig wirkende Lichtobjekte. Gut zur Geltung kommen in der Innen- und Außenbeleuchtung sehr helle Akzente: Das Niveau der Akzentbeleuchtung liegt über dem Niveau der Allgemeinbeleuchtung.

## Arbeitsstätten in Innenräumen
Dekorative Beleuchtung umfasst z. B. auch die Beleuchtungssysteme, mit denen in Verwaltungsgebäuden die Beleuchtung vertikaler Raumflächen (Wände) im Gesichtsfeld der Arbeitnehmer realisiert werden, wenn diese nicht gleichzeitig der Beleuchtung des Bereiches der Sehaufgabe dienen und über die Anforderungen der DIN EN 12464-1 hinausgehen.
Auch mit Beleuchtungsanlagen zur Unterstützung der biologischen Rhythmik wird eine Steigerung der Beleuchtungsqualität erreicht. Ob auch diese Anlagen unter den Begriff dekorative Beleuchtung einzugruppieren sind, ist derzeit in Diskussion. Chronobiologen empfehlen in Innenräumen höhere Beleuchtungsstärken zu installieren als in den lichttechnischen Regelwerken festgelegt sind – nicht für den ganzen Tag –, sondern zeitlich begrenzt. Vornehmlich soll hierfür das Tageslicht genutzt werden, etwa durch den Aufenthalt während der Pausen im Außenbereich oder in Lichthöfen. Reicht das Tageslicht nicht aus, muss mit künstlicher Beleuchtung nachgeholfen werden, z. B. mit so genannten „biologischen Lichtinseln“, die mit hohen Beleuchtungsstärken und von Lichtquellen mit hohem, circadianen Wirkungsfaktor versorgt sind. Eine dem natürlichen Tageslicht nachempfundene Steuerung der künstlichen Beleuchtung – veränderbar im Niveau und in der Lichtfarbe – unterstützt in ungenügend natürlich belichteten Räumen die biologischen Funktionen des Menschen. 
Mit Erscheinen der Energieeinsparverordnung (EnEV) und der DIN V 18599 „Energetische Bewertung von Gebäuden“ gewinnt die Titulierung dekorative Beleuchtung eine neue Bedeutung. Das in der DIN V 18599 beschriebene Verfahren zur Ermittlung der Energie für Beleuchtungssysteme erfasst ausschließlich die Beleuchtungssysteme, die zur Erfüllung der Mindestanforderungen an die Beleuchtung für die Bereiche der Sehaufgaben nach DIN EN 12464-1 erforderlich sind. Der Energiebedarf darf nicht zu Lasten der lichttechnischen Gütemerkmale gesenkt werden. Dekorative Beleuchtungsanlagen werden von dem Verfahren gar nicht erfasst. Für Beleuchtungslösungen, die aus qualitativen Gründen (z. B. höheren Sehanforderungen, länger anhaltende Tätigkeiten, ältere Mitarbeiter (Pupillentrübung) usw.) über die Mindestanforderungen der DIN V 18599 hinaus errichtet werden, sind nur die energetischen Anteile zur Erreichung der Mindestanforderungen zu berücksichtigen. Dies wird deutlich aus den verschiedenen Publikationen von führenden Mitarbeitern der Gremien, die die EnEV und die DIN V 18599 erarbeitet haben.

## Privathaushalte
Mit dekorativer Beleuchtung für Privathaushalte werden solche Beleuchtungssysteme beschrieben, die der Betonung von Raumbereichen oder einzelner Objekte dienen. Nach der EnEV und der DIN V 18599 werden Beleuchtungssysteme in Privathaushalten nicht zur Ermittlung der Endenergie berücksichtigt.

## Fachliteratur
- Winfrid Hauke, Rolf Thaele, Günter Reck: RWE Energie Bau-Handbuch. 12. Ausgabe. Energie-Verlag GmbH, Heidelberg, ISBN 3-87200-700-9
- Hans R. Ris: Beleuchtungstechnik für den Praktiker. VDE - Verlags GmbH, Berlin - Offenbach, ISBN 3-8007-2163-5